# Фиренцуола (город)
Фиренцуола (итал. Firenzuola) — коммуна в Италии, располагается в регионе Тоскана, в провинции Флоренция.
Население составляет 4921 человек (2008 г.), плотность населения составляет 18 чел./км². Занимает площадь 272 км². Почтовый индекс — 50033. Телефонный код — 055.
Покровителем коммуны почитается святой Иоанн Креститель, празднование 24 июня.

## Демография
Динамика населения:

## Администрация коммуны
- Официальный сайт: http://www.comune.firenzuola.fi.it/